# Флігель «з ромашками»
Флігель «з ромашками» — пам'ятка архітектури, зведена в Києві за проектом невідомого архітектора в 1910-ті роки в стилі модерну. Знесено 6 жовтня 2016 року. Флігель розміщувався на вулиці Золотоустівській, 35.

## Історія

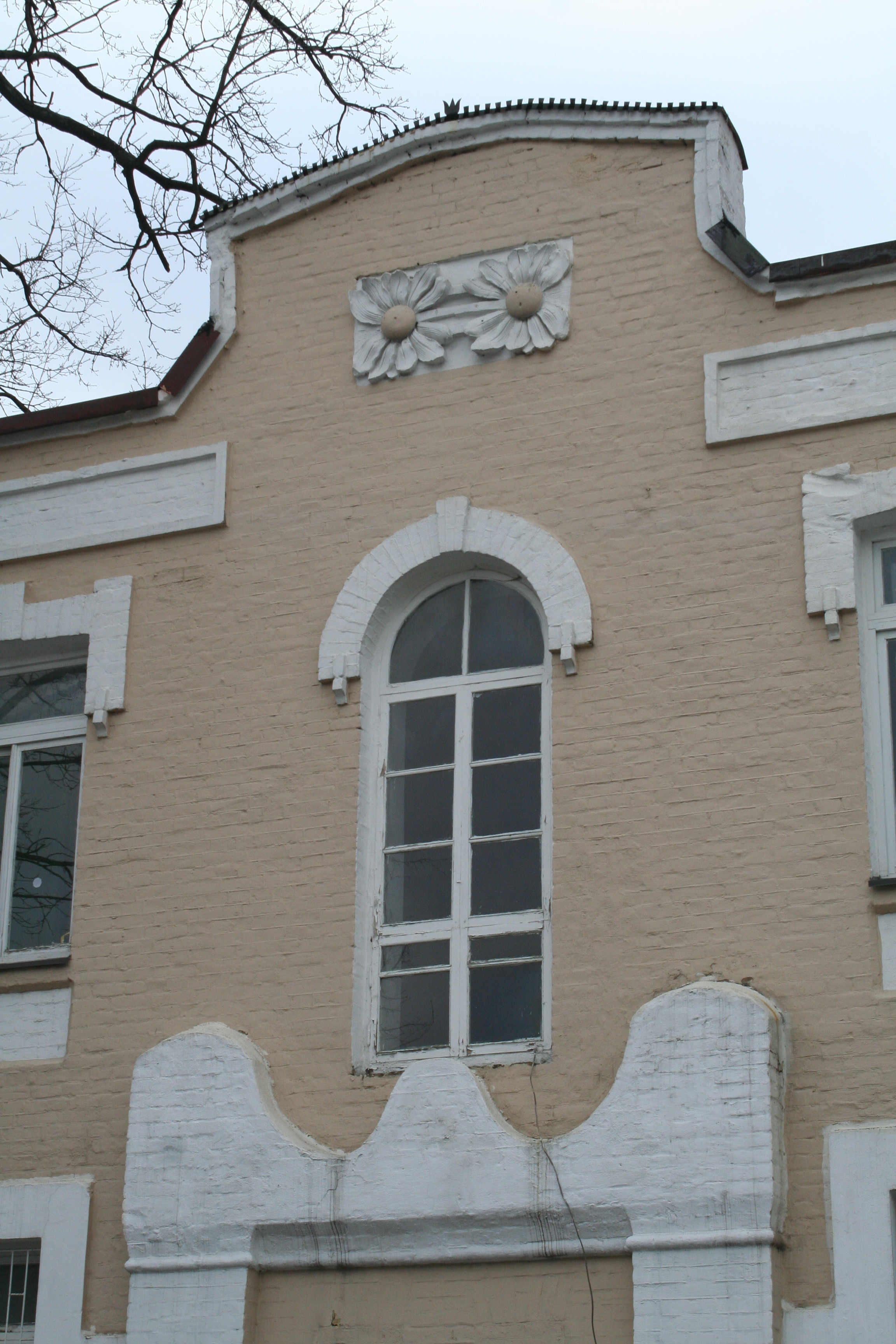
Фрагмент з «ромашками», 2012 рік

Фасад двоповерхового будинку прикрашали дві величезні білі ромашки, пелюстки яких зливались воєдино. Вони символізували любов і юність. Через це ходила легенда, що побувавши в старовинній садибі, можна знайти своє кохання і створити міцну сім'ю.
Наказом Головного управління охорони культурної спадщини від 10.06.2011 № 10/34-11 додано в перелік щойно виявлених об'єктів культурної спадщини.
У 2013 році з цього будинку виселили усі організації, визнавши будинок аварійним, але ремонтувати пам’ятку не стали.
Літом 2015 року неподалік від будівлі на вулиці Золотоустівська, 27 почалось будівництво житлового комплексу «Шевченківський», а пам'ятку було огороджено парканом.
У 2016 році в будівлі двічі ставалась пожежа. Як зазначено на офіційному порталі Києва, «УкрНДІпроектреставрація» проводила експертизу й визначила, що будівля є аварійною, такою що втратила частину свого об'єму та не відповідає критеріям об’єкта культурної спадщини. Пізніше Департамент культури КМДА (наказ №172 від 21.09.16) виключив пам'ятку з реєстру, а згодом її було знесено корпорацією «Укрбуд».

## Креслення будинку

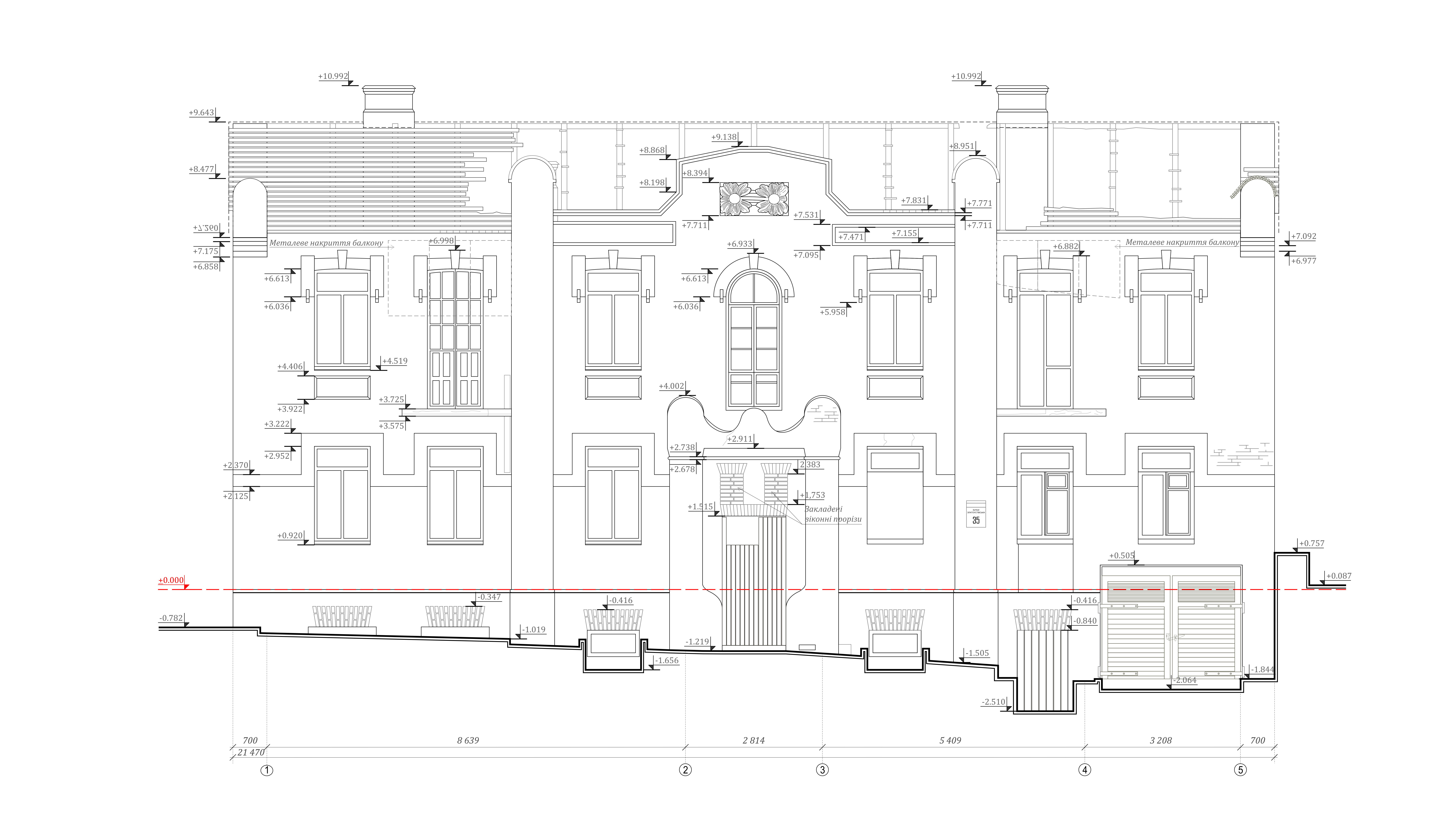
Фасад у вісях 1—5
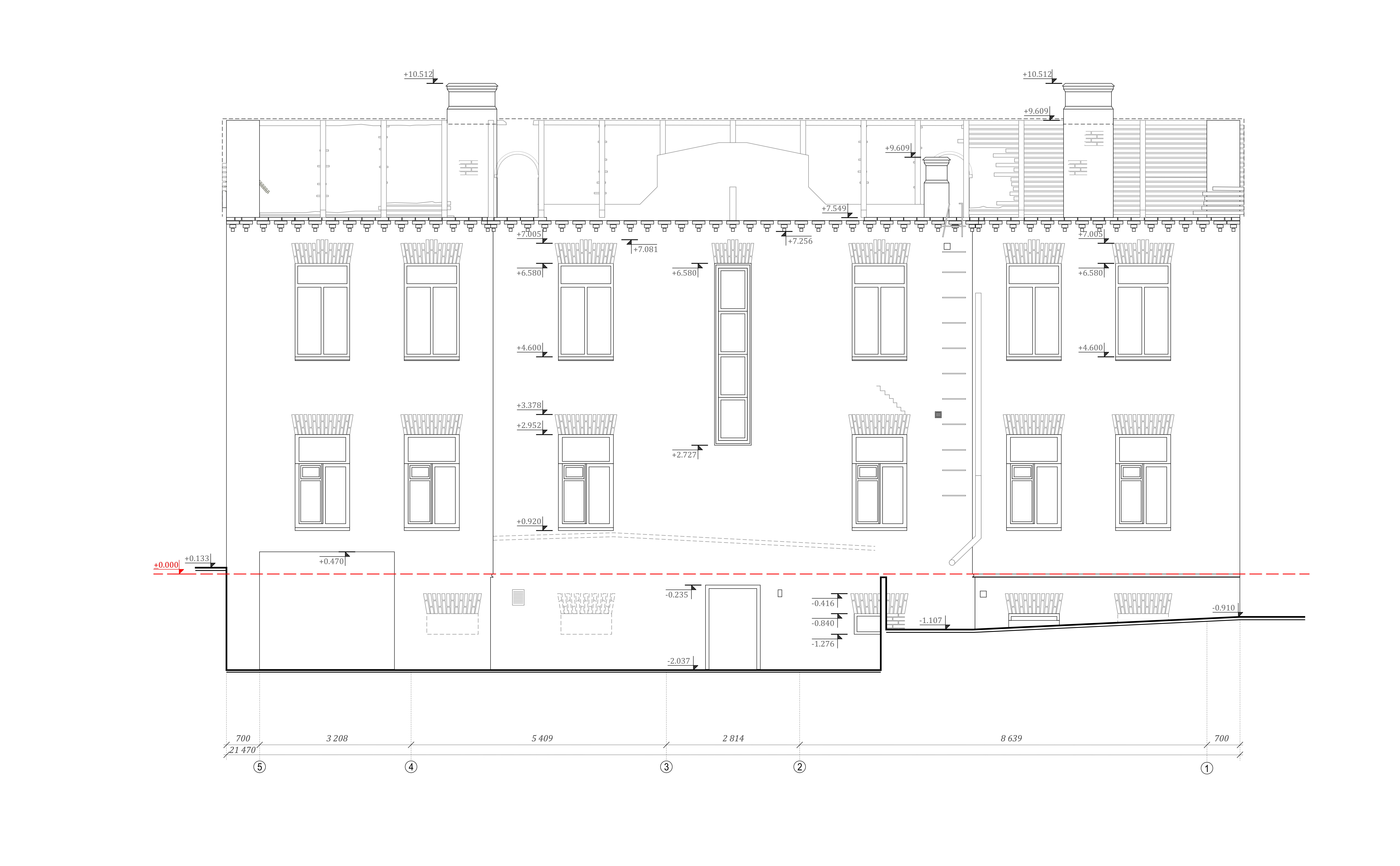
Фасад у вісях 5—1
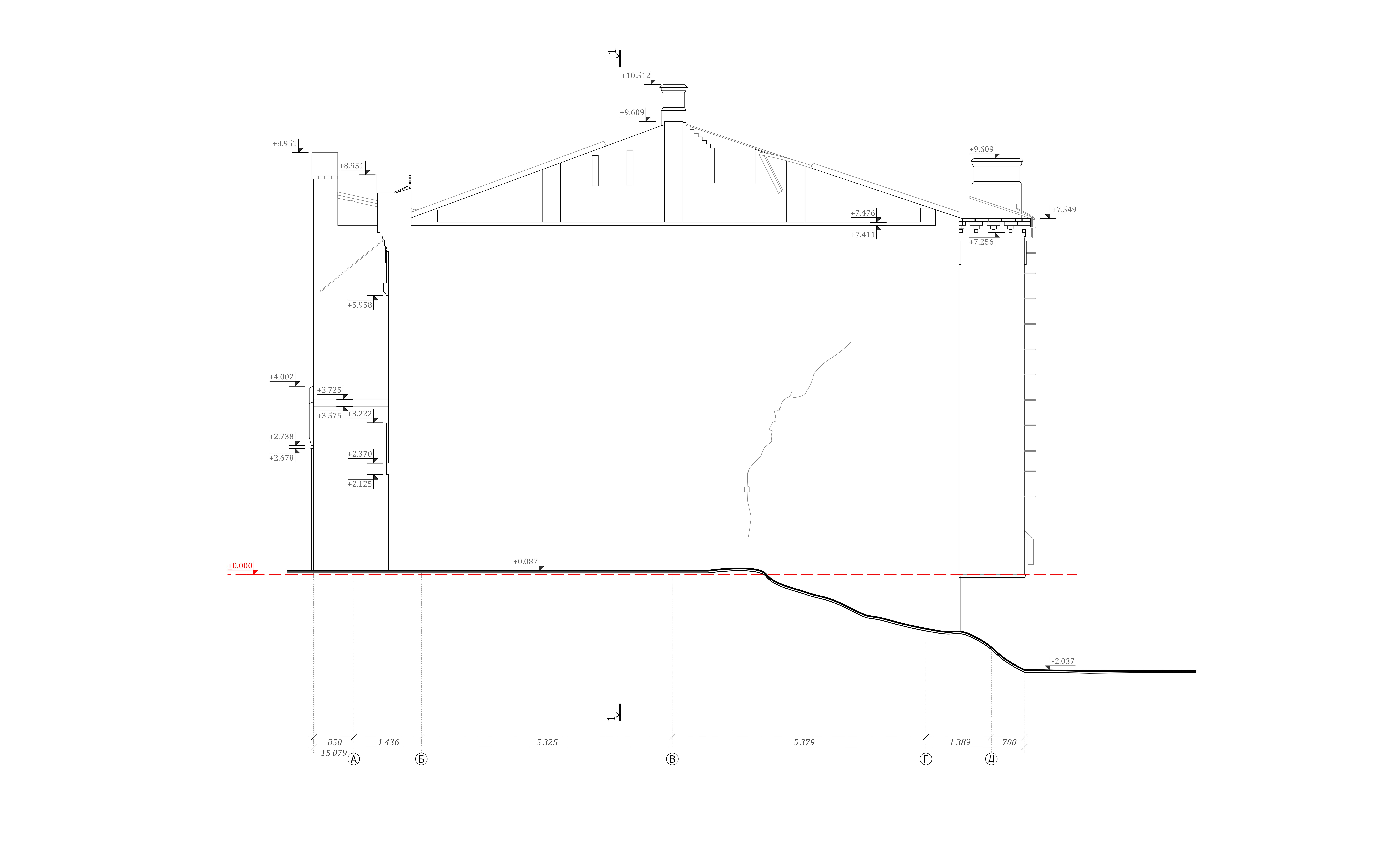
Фасад у вісях А-Д
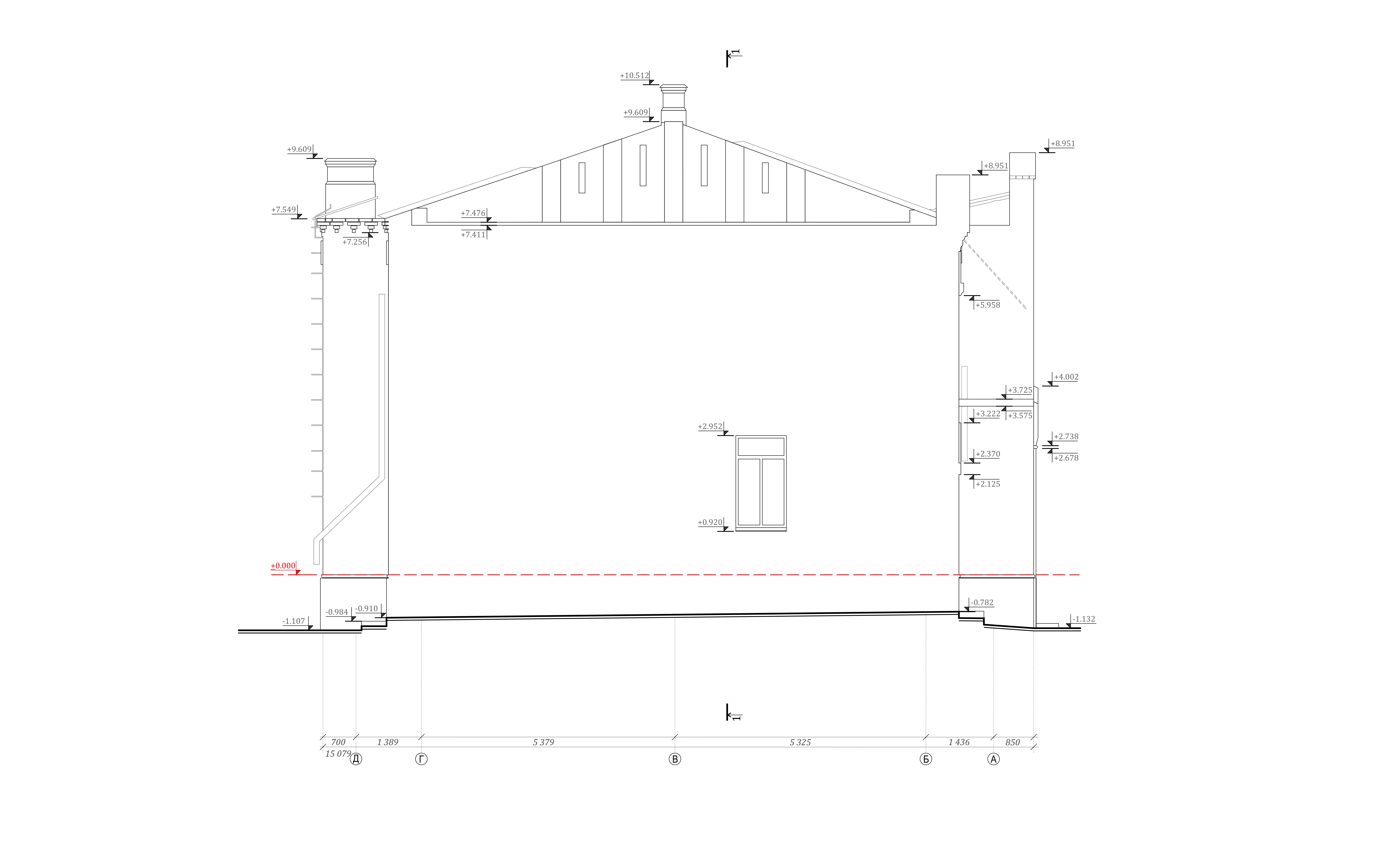
Фасад у вісях Д—А
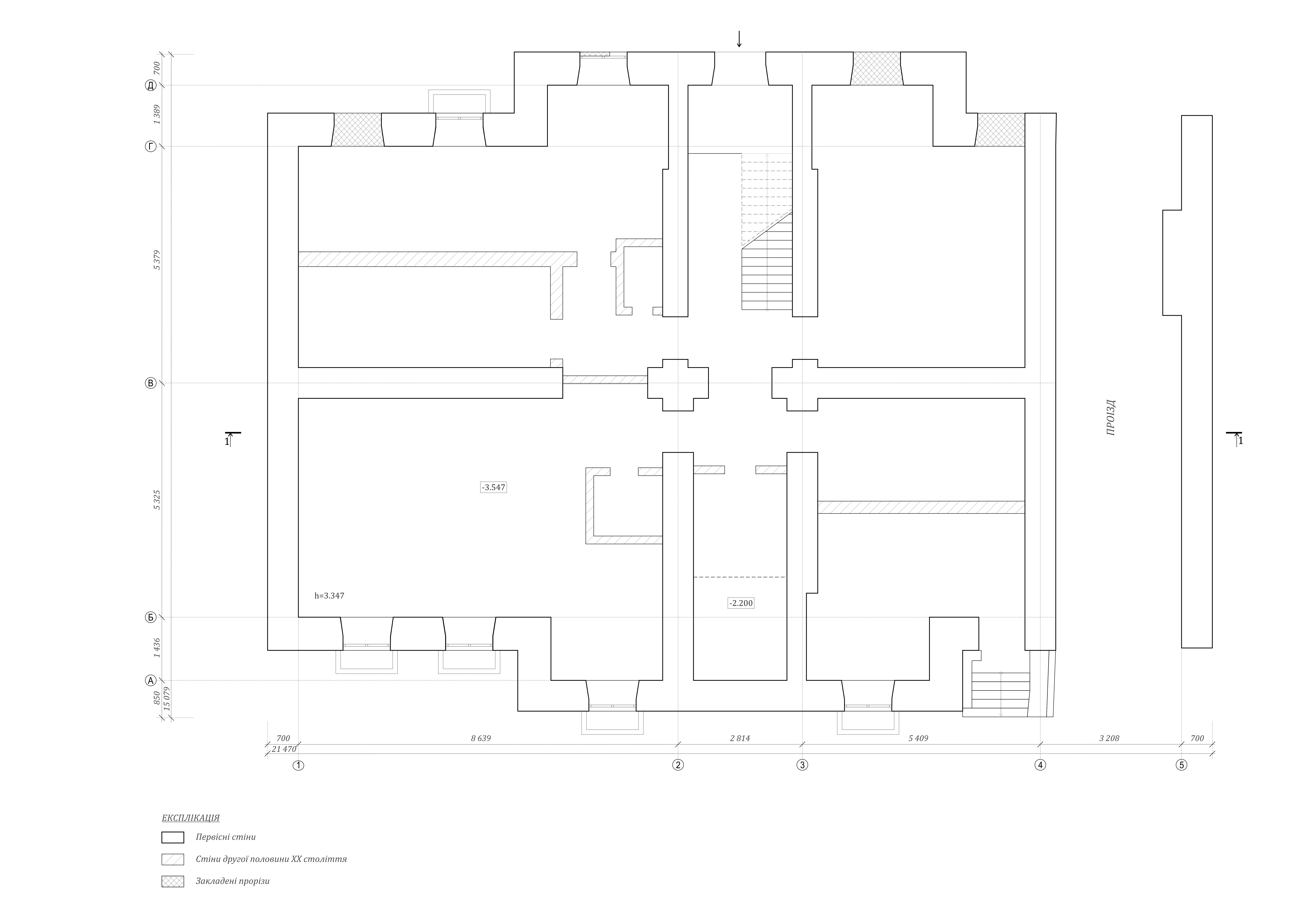
План цокольного поверху
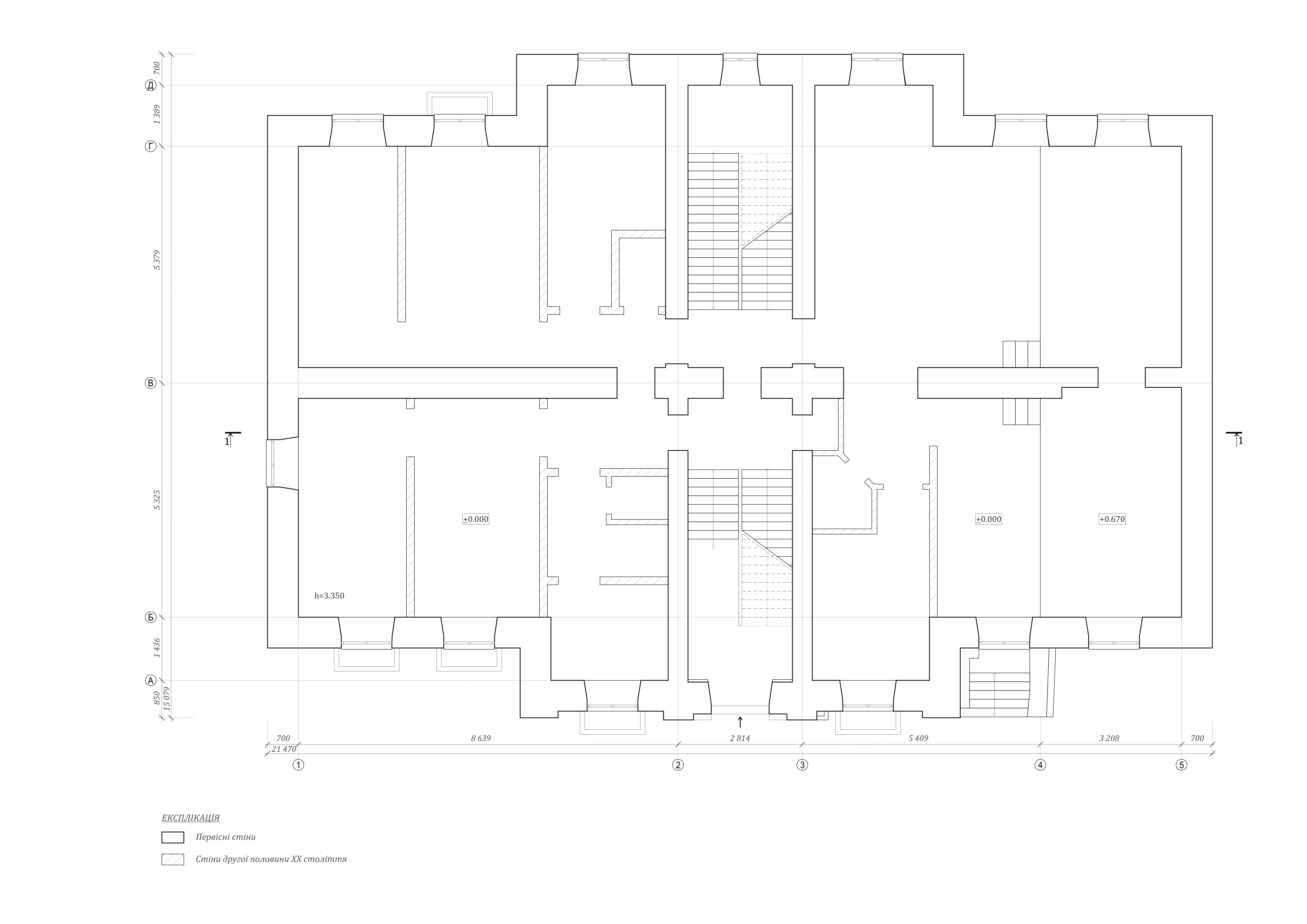
План першого поверху
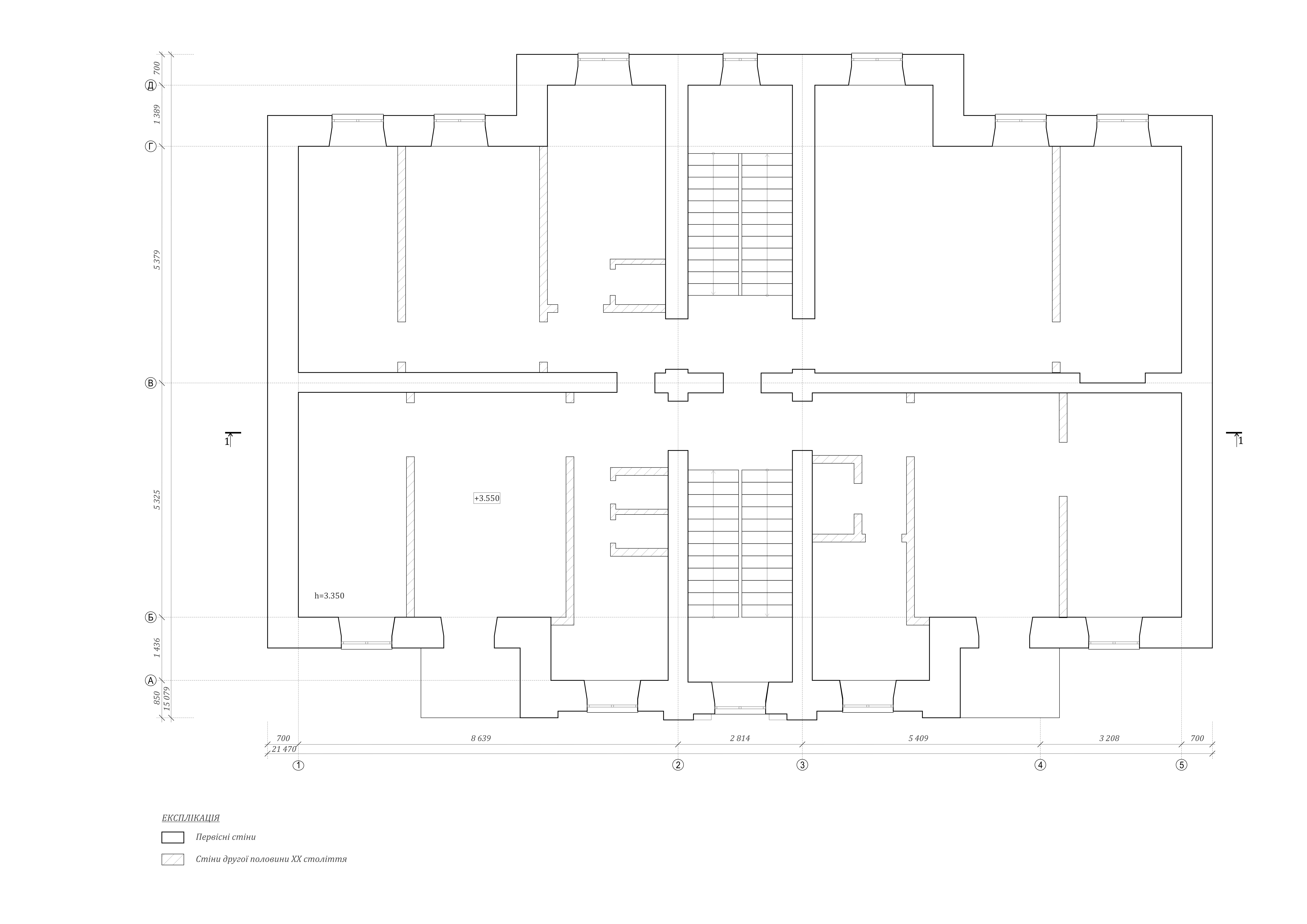
План другого поверху
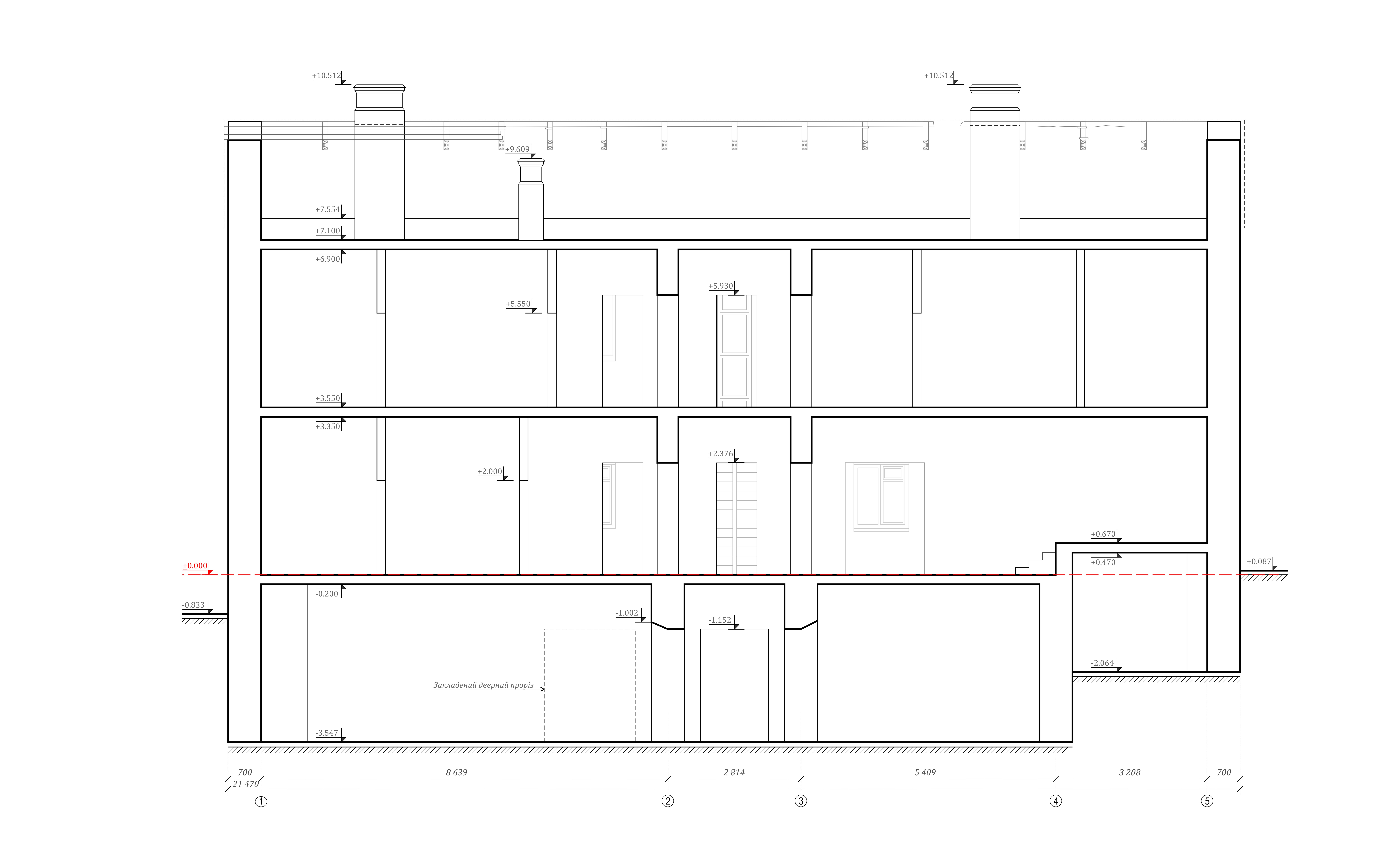
Переріз 1-1

## Галерея зображень

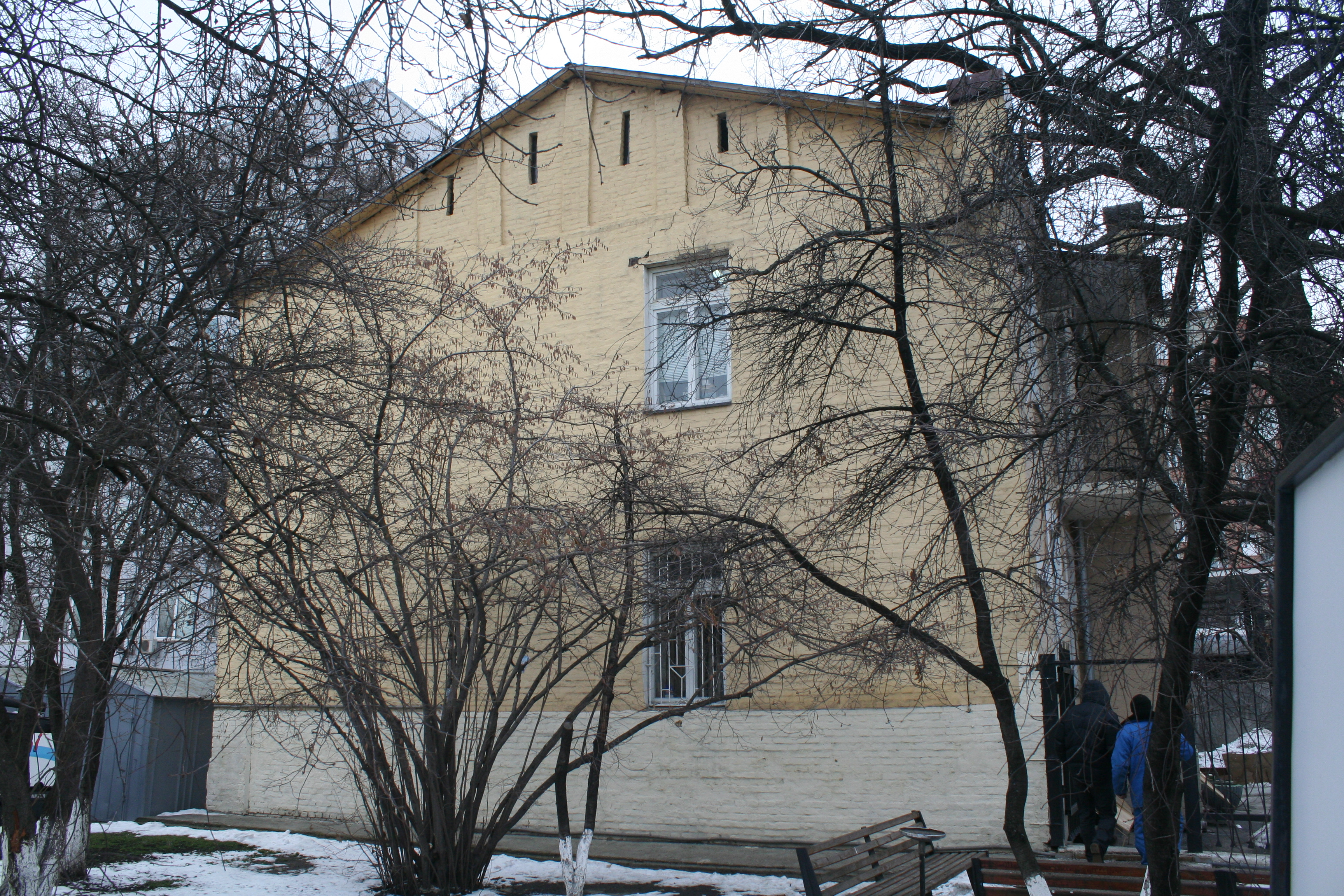
Бічний фасад, 2012
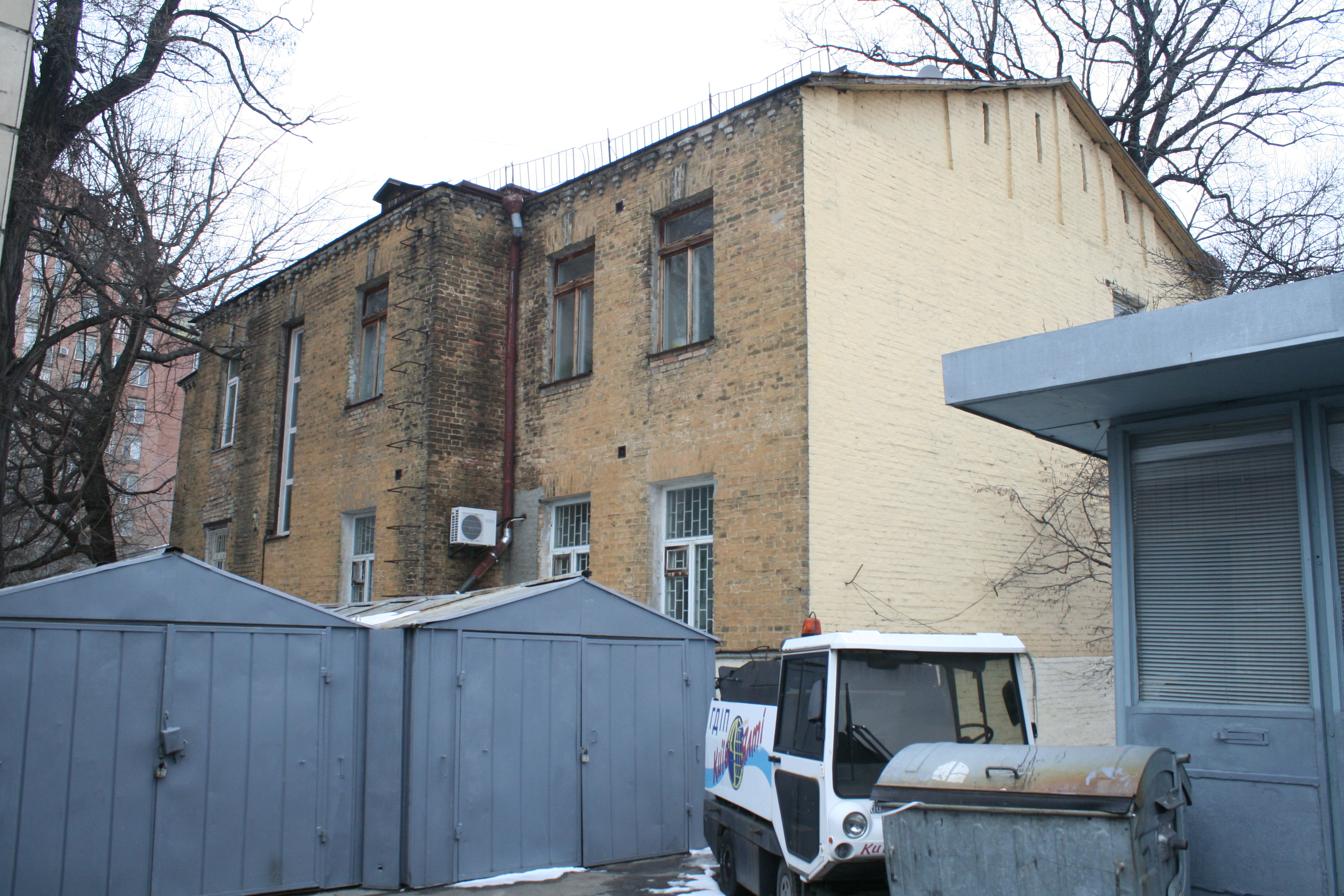
Тиловий фасад, 2012
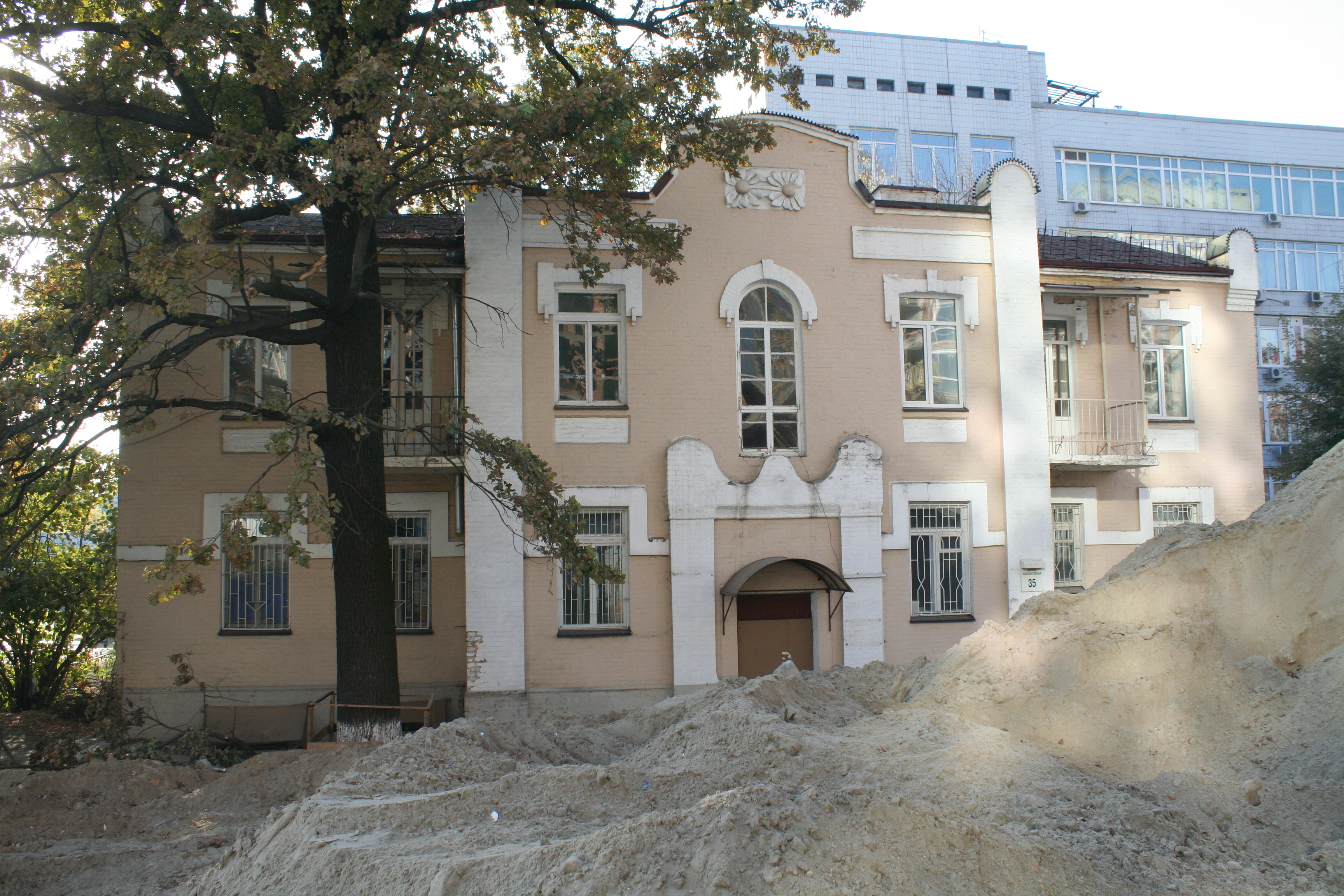
Головний фасад, 2015
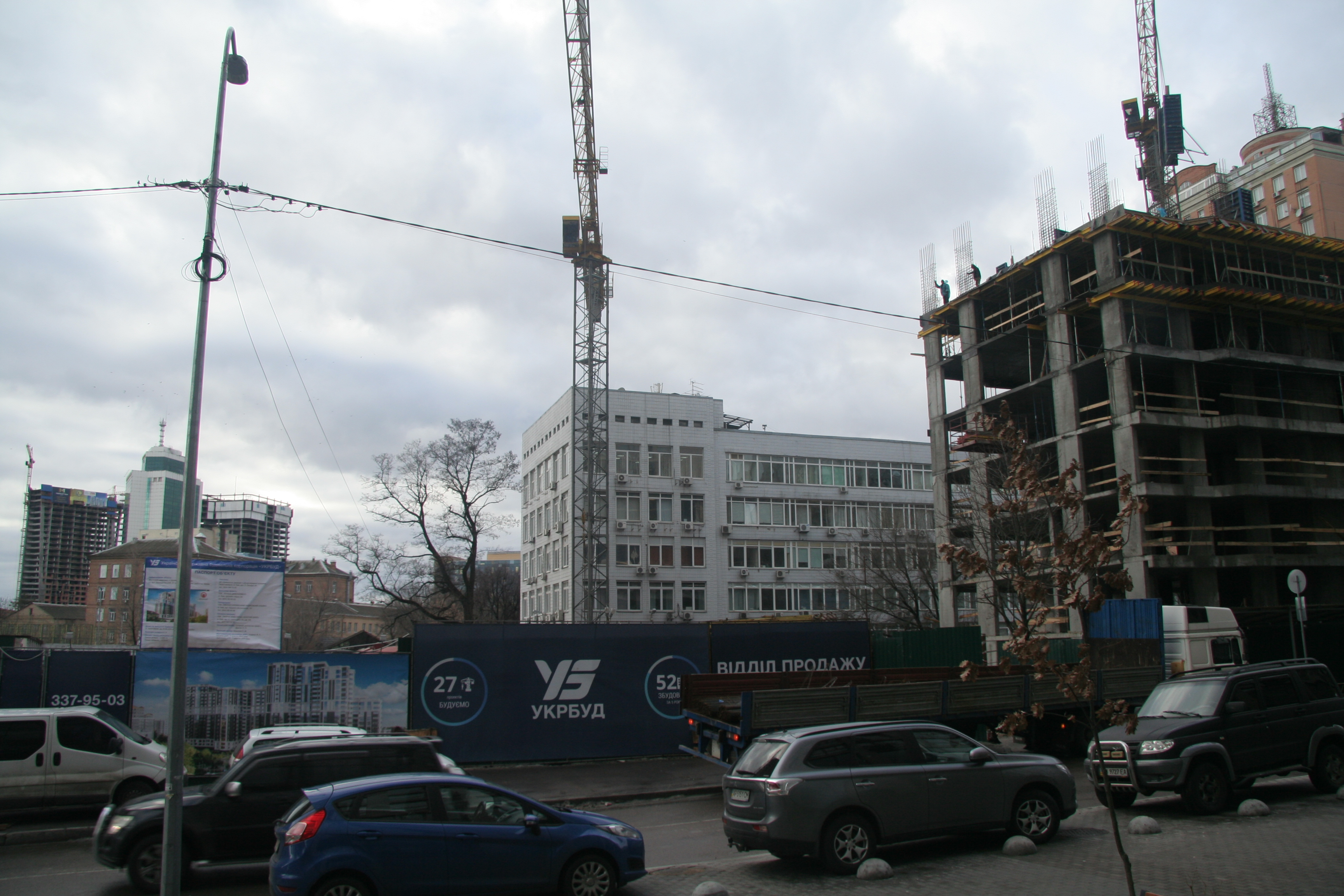
Будівельний майданчик на місці пам'ятки, 2018